# Frumusețe și întristare
Frumusețe și întristare este un roman scris de scriitorul japonez Yasunari Kawabata. În limba japoneză romanul se intitulează Utsukushisa to kanashimi to, fiind publicat pentru prima dată în Japonia în anul 1965. Publicat in românește în colecția „Cartea de pe noptieră” în anul 2000 la Editura Humanitas. Frumusețe și întristare este tradus din limba franceză de către Sorin Mărculescu, acesta folosind, pentru traducere, ediția colecției „Romans e nouvelles” a lui Kawabata, publicată în anul 1997 la Paris.

## Rezumat
Doi foști iubiți Toshio Oki, un scriitor de succes de cincizeci și cinci de ani și Otoko Ueno o pictoriță în stil tradițional se reîntâlnesc cu ocazia sărbătorii Anului Nou în Kyoto, pentru a asculta dangătul clopotelor mănăstirilor. „Să fi fost oare clopotele doar un pretext, în timp ce, în adâncul sufletului, singura dorință să-i fi fost aceea de-a o întâlni pe Otoko?” Dar Otoko nu va veni singură la întâlnire, ci însoțită de eleva ei, o tânără “de o frumusețe aproape diabolică”, pe nume Keiko Sakami. 
Pe parcursul narațiunii cititorul află povestea iubirii celor doi, precum și tragica lor despărțire: rămânând însărcinată cu copilul lui Oki, Otoko pierde sarcina, cade într-o depresie nervoasă, încearcă să se sinucidă înghițind somnifere, este internată într-un spital de psihiatrie și “închisă într-o cameră cu gratii de fier la fereastră”. Sperând că va uita atât de iubitul ei cât și de copilul pierdut, Otoko, în vârstă de numai șaptesprezece ani, se mută, la insistențele mamei sale, în Kyoto, de unde nu va mai ține legătura cu fostul ei iubit.
Dar prima iubire nu se uită niciodată, mai ales atunci când el pune toată povestea pasiunii lor între copertele unei cărți: “O fată de șaisprezece ani”. Totodată, Otoko va rămâne pentru totdeauna marcată de pierderea primului și unicului ei copil, pe care-l redă în tabloul, de inspirație religioasă, “Suirea la cer a unui copil”.
Toate aceste amintiri parcă ascunse undeva în colțurile lăturalnice ale minții, dar aflate întotdeauna în inimile celor doi, sunt din nou aduse la lumină. Dar iubirea naște gelozia. Gelozie atât din partea soției lui Oki, Fumiko, cât și din partea elevei lui Otoko, iubita ei, Keiko. Gelozia naște ură, iar ura cere răzbunare. Pe când Fumiko își acceptă soarta și nu acționează atunci când află că soțul ei a revăzut-o pe amanta de acum douăzeci de ani, Keiko își propune să-și răzbune iubita pentru suferința pe care bărbatul i-a provocat-o. Pentru a-și atinge scopul, Keiko nu ezită să-și petreacă o noapte cu Oki, dar nici să-l seducă pe fiul acestuia, Taichiro, care va avea un sfârșit tragic alături de această frumoasă fată răzbunătoare. 
Una din principalele teme ale literaturii lui Kawabata au fost femeia și erotismul ei. Rezistență, răbdare, abnegație, supunere față de părinți, stăpânire de sine, disimularea emoțiilor sub un surâs inalterabil sunt virtuți pe care le găsim creionate în personajele feminine ale acestui roman. O tensiune erotică va simți cititorul încă din primele pagini ale cărții, alăturându-se cu farmec iubirilor din roman: “Otoko își plimbase buzele pe pleoapele închise ale fetei, o mușcase în joacă de urechi și i le gâdilase până ce ea gemu și se contractă sub mângâieri. Însăși reacția lui Keiko o incitase pe Otoko să continue.”
La început a fost dragostea: frumusețea întâlnind frumusețe. O poveste oarecare, cu o fată îndrăgostită de un scriitor căsătorit. Apoi, când frumusețea se transformă în întristare, dragostea nu mai e ca oricare alta: devine o carte, devine un tablou. Când tânăra de șaisprezece ani ajunge o pictoriță cunoscută are loc revederea: tristețea întâlnind tristețe, în zvonul clopotelor de Anul Nou. Atunci apare de lângă ea o fată răzbunătoare, poate tristă sau poate doar frumoasă, care schimbă povestea. La sfârșit, dragostea s-a transformat pe neobservate din frumusețe care întristează în tristețe care înfrumusețează. De aici strălucirea lacrimilor din ultima frază: “Keiko deschise ochii. Îi străluceau de lacrimi când îi ridică spre Otoko”.
Prin informațiile interesante din domeniul artei și istoriei ale autorului, precum și prin explicitele explicații care însoțesc textul romanului, cartea lui Kawabata, pe lângă valoarea ei literară indubitabilă, se dovedește a fi un adevărat manual cu menirea de a-l introduce pe cititorul român în această fascinantă civilizației a Țării Soarelui Răsare. 